# Leccinum duriusculum
Il Leccinum duriusculum (Schulzer ex Kalchbr.) Singer (1947), è un fungo basidiomicete, buon commestibile da giovane.

## Descrizione della specie

### Cappello
4–16 cm di diametro, da emisferico a espanso convesso,
Cuticolaleggermente eccedente, liscia, opaca, finemente vellutata, a volte screpolata col tempo secco, di colore bruno-grigio o bruno-rosso, a volte con sfumature più chiare tendenti all'ocra verso il margine.

### Tubuli
Lunghi fino a 3 cm, da adnati a liberi al gambo, da biancastri a grigi o color crema sporco con l'età.

### Pori
Piccoli, 0,3-0,5 mm di diametro, rotondi, concolori ai tubuli, poi da grigio a grigio-crema con sfumature oliva, al tatto virano al bruno.

### Gambo
8-17 x 1,4–2 cm, robusto, compatto, cilindrico, lievemente assottigliato all'apice e clavato alla base, bianco, ricoperto da fine punteggiatura o piccole granulazioni scagliose disposte in modo da formare striature longitudinali che talvolta si uniscono fino a formare un reticolo, prima brune poi nerastre, tipicamente macchiato di verde-bluastro alla base.

### Carne
Carne bianca, compatta, al taglio vira rapidamente dal rosa-salmone, rossastro, che permane per lungo tempo, fino al viola-grigio con sfumature più scure e tendenti al blu verdastro alla base del gambo, mai annerente del tutto.
- Odore e  Sapore subnulli, come altre specie del genere Leccinum.

## Microscopia
Spore13-14 x 4,8-5,1 µm, fusiformi con apice conico, con evidente depressione soprailare, lisce, bruno-oliva in massa.
Basidi19-37 x 6-9 µm, clavati, tetrasporici.
Cistidiabbondanti sull'orlo dei pori, 20-75 x 5,5-17 x 2-4 µm, lageniformi, spesso con collo piuttosto lungo, non colorati o con granulazioni intracellulari marroni.
Caulocistidi25-110 x 5-12 x 2-6,5 µm, lageniformi o fusiformi.
Giunti a fibbiaassenti.

## Habitat
Specie simbionte cresce sotto specie di pioppo, soprattutto Pioppo tremulo, in estate-autunno; predilige terreni calcarei.

## Commestibilità
fungo giovane: tutto il fungo buon commestibile
fungo maturo: mediocre. Il gambo è stopposo e il cappello molliccio

## Sinonimi e binomi obsoleti
- Boletus duriusculus Schulzer & Kalchbr., in Fries, Hymenomyc. eur. (Upsaliae): 515 (1874)
- Krombholzia aurantiaca f. duruiscula (Schulzer) Vassilkov, (1956)
- Leccinum aurantiacum subsp. duriusculum (Kalchbr. & Schulzer) Hlaváček, (1958)

## Nomi comuni
- Leccino
- (DE)  Pappelröhrling, Hartlicher Birkenröhrling

## Forme e varietà
- Leccinum duriusculum f. duriusculum (Schulzer) Singer (1947)
- Leccinum duriusculum f. robustum Lannoy & Estadès (1994)
- Leccinum duriusculum var. duriusculum (Schulzer) Singer (1947)
- Leccinum duriusculum var. salicinum Wichanský (1960)

## Specie simili
- Leccinum nigellum Redeuilh, che ha cappello più scuro e ne condivide il partner micorrizico (pioppo) e vira più marcatamente verso il nerastro.
- Leccinum fuscoalbum (Sowerby) Lannoy & Estades, con cappello che tende al bruno scuro e vira più marcatamente verso il nerastro.

## Etimologia
Dal latino duriusculum = piccolo e duro, per la forma del carpoforo.